# Райт, Элисон (велогонщица)
Элисон Райт (англ. Alison Wright, род. 2 ноября 1980, Канберра) — австралийская профессиональная велогонщица, выступавшая в шоссейных и трековых велогонках.

## Карьера
Она представляла свою страну на Играх Содружества 2002 года и завоевала бронзовую медаль в индивидуальной гонке преследования на 3000 метров. Она выступала на чемпионатах мира по трековому велоспорту 2001 и 2003 годов, а также на чемпионатах мира по шоссейному велоспорту 1999, 2000, 2002, 2003 и 2004 годов, где её лучшим результатом было 5-е место в групповой гонке в Зольдере в 2002 году.

## Достижения

### Трек

#### Чемпионат мира среди юниоров
1998
 индивидуальная гонка преследования

#### Кубок мира
2001
3-я на индивидуальной гонке преследования в Порденоне
2003
3-я на скрэтче в Кейптауне
2004
1-я на скрэтче в Манчестере

#### Игры Содружества
Манчестер 2002
 индивидуальная гонка преследования

### Шоссе
1999
3-я на чемпионате Австралии — групповая гонка
3-я на Трофи д’Ор
2000
2-я на чемпионате Австралии — групповая гонка
2001
2-я на чемпионате Австралии — индивидуальная гонка
2002
2-й этап Тура Сноуи
5-я на чемпионате мира — групповая гонка
2003
Гран-при Бриссаго — Лаго-Маджоре
Гран-при Кастеназо
3-я на Трофее Альфредо Бинды — коммуны Читтильо
2004
1-й этап Тура де л'Од феминин
2-я на Трофи д’Ор
3-я на Туре Бохума
9-я на Гран-при Плуэ — Бретань

#### Статистика выступления наГранд-турах
| Гонка / Год          | 1999 | 2000 | 2001 | 2002 | 2003 | 2004 |
| -------------------- | ---- | ---- | ---- | ---- | ---- | ---- |
| Гранд Букль феминин  | —    | 57   | —    | DNF  | 35   | —    |
| Тур де л'Од феминин  | —    | —    | 30   | —    | 53   | DNF  |
| Джиро д’Италия Донне | 46   | 45   | DNF  | —    | —    | 62   |

#### Рейтинги
| Год                 | 2004 |
| ------------------- | ---- |
| Мировой рейтинг UCI | 28-й |
| Мировой кубок UCI   | 7-й  |
|                     |      |
| Источник: UCI       |      |